# Serra de Comabiera
La Serra de Comabiera és una serra situada al municipi d'Alt Àneu a la comarca del Pallars Sobirà, amb una elevació màxima de 2.492 metres.